# Neufchâtel (kaas)
De Neufchâtel is een Franse kaas uit het Pays de Bray in Normandië, meer bepaald uit de omgeving van Neufchâtel-en-Bray.
De Neufchâtel heeft wortels tot ver terug, de aanhangers van deze kaas stellen dat het de oudste normandische kaas is. In de 10e eeuw wordt er al gewag gemaakt van deze kaas, die dan nog de naam “Frometon” draagt. In 1050 krijgt de abdij van Sigy tienden-rechten van Hugues de Gournay op de frometon. Officieel is de eerste melding van de kaas onder zijn huidige naam te vinden in 1543, in de annalen van de abdij van Saint-Amand de Rouen.

Voor de vorm van de kaas (de hoofdvorm is het hart) worden verschillende verklaringen gegeven, bijvoorbeeld dat de kaas tijdens de Honderdjarige Oorlog gemaakt werd door meisjes voor Engelse soldaten op wie zij verliefd waren, of, wat minder poëtisch wellicht, dat de kaas de vorm van twee engelenvleugels kreeg (en ook de bijnaam “Angelot”).
De kaas heeft sinds 1969 het AOC-keurmerk (Appellation d'Origine Contrôlée), wat onder meer inhoudt dat de kaas alleen van de melk van het vee uit het gebied van de Bray gemaakt kan worden. Later kreeg de kaas ook het AOP-keurmerk (Appellation d'Origine Protégée)..
De kaas wordt zowel in kaasfabrieken als op boerderijen geproduceerd. De kaas uit de kaasfabrieken is gemaakt van gepasteuriseerde melk, van de boerderijen kan soms nog de originele, rauwmelkse kaas verkregen worden.
De melk wordt licht aangezuurd met stremsel, na 24-36 uur wordt de wrongel verzameld en onder lichte druk wordt in 12 uur de laatste wei afgevoerd. Aan de wrongel worden korrels oudere kaas toegevoegd, die de gewenste schimmelcultuur al bezitten. De wrongel wordt vervolgens gekneed, gezouten en in vormen gedaan. De kaas wordt in verschillende vormen gemaakt:
| Vormen van Neufchâtel |             |              |          |           |            |             |
| type                  | Bonde       | Double Bonde | Carré    | Briquette | Coeur      | Grand coeur |
| vorm                  | cilindrisch | cilindrisch  | vierkant | rechthoek | hartvormig | hartvormig  |
| afmeting              | 4,5         | 5,8          | 6,5      | 5x7       | 10x8       | 14x10,5     |
| hoogte (cm)           | 6,5         | 8            | 2,4      | 3         | 3,2        | 5           |
| gewicht (g)           | 100         | 200          | 100      | 100       | 200        | 600         |

De vormen worden op planken in de rijpingskelders te rijpen gezet. Het rijpingsproces vindt plaats bij een temperatuur van 12 – 14 °C en duurt tien tot vijftien dagen.
De kaas heeft een droge, fluweelzachte korst die onder geringe druk al breekt, omdat de kaasmassa er onder stevig, maar zeer soepel is. De fijne, witte donsachtige schimmel ligt over de hele kaas en geeft haar haar specifieke smaak.
Er zijn nog een aantal andere kazen uit de regio die een zekere mate van overeenkomst hebben met de Neufchâtel:
- Bondon
- Bondard
- Gournay
- Malakoff
- Coeur de Bray